# ブッシュイズム

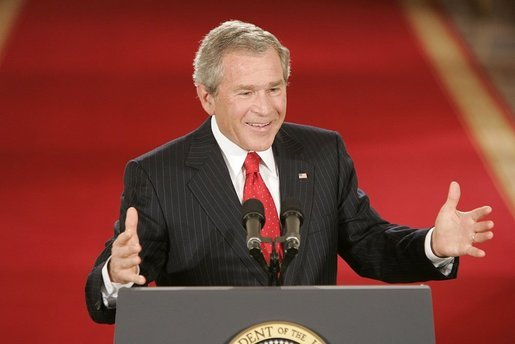
演説中のジョージ・W・ブッシュ

ブッシュイズム、ブッシズム (Bushism) は、アメリカ合衆国大統領ジョージ・W・ブッシュ、と父ジョージ・H・W・ブッシュの公の発言に現れた、独特の語、句、発音、マラプロピズム、規範主義英語からのずれを含む意味論的言語学的誤り、失言を指す言葉である。「ブッシュイズム」は両ブッシュ大統領の政治哲学の意味もある。

## 概説
「ブッシュイズム」は都市伝説の一部として、多数のウェブサイトや刊行本の基礎となっている。二人の大統領の戯画に使われることも多い。共通する特徴はマラプロピズム、新語の創造、語音転換（スプーナリズム）である。
「ブッシュイズム」本の共著者モリー・アイヴィンス (Molly Ivins) を含むコラムニストの何人かは、「ブッシュは「ワシントン英語」を話すことが困難で、強調しすぎる語によって自分の方言をカバーしようとしたのかも知れない」としている。ブッシュは大統領として使うべきと感じられる語のいくつかに通じていない、とする指摘もある。
ブッシュの誤用英語を記録した数ダースの本が出版された、大多数は『Slate』誌編集長ジェイコブ・ワイズバーグ (Jacob Weisberg) が著し、最初の出版物は2002年の『Bushisms』である。ブッシュイズム関連の本は世界中で読まれ、ドイツ・フランス・イタリアでベストセラーとなった。完全にブッシュイズムで作られた『Make the Pie Higher』と題された詩は、高校の英語教師ダーク・シュルツが、生徒たちにファウンド・ポエトリーの例として編纂したものを「リチャード・トンプソン」名義で発表したものである。
2009年に「プレーン・イングリッシュ・キャンペーン」の「最も支離滅裂な言葉」を決めるアンケートで、ブッシュの2005年防衛予算法案スピーチから下記発言が1位に選ばれた。
- 「我々の敵は革新的で資源も豊富だが、我々だってそうだ。敵は我らがアメリカとその国民に害をなす新たな方法を常に考えているが、我々だってそうだ」

"Our enemies are innovative and resourceful and so are we. They never stop thinking about new ways to harm our country and our people, and neither do we."
言語学者のマーク・リーベルマンは、「全ての言葉を記録して悪意のある人々の前に晒せば、誰だっていくつもの間違いがみつかるし、言語学的な検証に耐えはしない」と擁護している。
ブッシュの英語の誤用のいくつかは、規範英語から非難されるが、実際の英語諸変種で頻繁に見られ、英語以外の言語で見られる現象である。

## 語録
- I know the human being and fish can coexist peacefully.
（人間と魚類は平和的に共存できるのだ）
- If the terriers and bariffs are torn down, this economy will grow.
（輸入制限と関税が撤廃されれば、経済は成長する）

注： barriers（輸入制限）を bariffs、 tariffs（関税）をterriers、それぞれ言い間違えた。
- We were trying to say something differently, but nevertheless it conveyed a different message
（我々は異なることを言おうとした。だが、それは異なるメッセージを送ってしまった）
- They misunderestimated me.
（彼らは、わたしを誤過小評価している）

注： misunderestimate の語は存在しない。misunderstand（誤解する）とunderestimate（過小評価する）を掛け合わせた造語である。
- Thank you for being such a fine host for the OPEC summit.
（〈ハワード豪首相に対して〉すばらしいOPECのホストを務めていただき、感謝します。）

注： APEC と OPEC を勘違いした。
- Which state is Wales in?
（ウェールズって、どの州にあるの？）

注： ウェールズはイギリスを構成するカントリーである。
- I know how hard it is for you to put food on your family.
（食べ物を家族に乗せることは、難しいことだ）
- I've abandoned free market principles to save the free market system.
（自由市場のシステムを守るため、自由市場の原理を捨てたんだ）
- Neither in French nor in English nor in Mexican.
（フランス語でも、英語でも、メキシコ語でもだめなんだ）

注： メキシコ語は存在しない。メキシコの公用語はスペイン語である。
- Our priorities is our faith.
（我々が優先するものは信念だ）

注： is ではなく are が正しい。
- Is our children learning?
（我々の子どもたちは、学んでいるのか？）

注： is ではなく are が正しい。
- Childrens do learn when standards are high.
（子どもたちは高水準の教育を受けている）

注： childrens ではなく children が正しい。
- You teach a child to read, and he or her will be able to pass... a literacy test.
（子どもに読むことを教えれば、読み書きのテストをパスするはずだ）

注： her ではなく she が正しい。

## 関連書籍
- Frank, Justin A., Bush on the Couch: Inside the Mind of the President  (2004), ISBN 0-06-073670-4.
- Miller, Mark Crispin. The Bush Dyslexicon (2001), ISBN 0-393-04183-2.
- George W. Bushisms: The Accidental Wit and Wisdom of Our 43rd President. Ed. Jacob Weisberg. ISBN 0-7407-4456-9.
- Bushisms/President George Herbert Walker Bush in His Own Words New Republic. Workman Pub Co., May 1992, ISBN 1-56305-318-7
- George W. Bush -- On The Trips Of His Tongue -- A Linguistic Legacy.  B. Elwin Sherman. ISBN 978-1430317951.
- フガフガ・ラボ、村井理子『ブッシュ妄言録』、ぺんぎん書房、2003年、ISBN 4901978020
- フガフガ・ラボ、村井理子『ブッシュ妄言録2』、ぺんぎん書房、2003年、ISBN 4901978047
- テリー・マクミラン、平野すみれ『不思議の国のブッシュ 合衆国大統領迷語録』光文社、2003年、ISBN 4334961495
- 西森マリー『警告!絶対にマネをしてはいけない「ブッシュ君」英語集―正しい英語例つき』、マガジンハウス、2003年。ISBN 4838714432
- 村井理子『ブッシュ妄言録―ブッシュとおかしな仲間たち』、二見書房、2006年、ISBN 4576060988